# 2569 Madeline
2569 Madeline este un asteroid din centura principală, descoperit pe 18 iunie 1980 de Edward Bowell.